# Elymus stenostachyus
Elymus stenostachyus là một loài thực vật có hoa trong họ Hòa thảo. Loài này được (Melderis) O.Andersson & Podlech mô tả khoa học đầu tiên năm 1976.